# 大館樹海ドーム
大館樹海ドーム（おおだてじゅかいドーム）は、秋田県大館市にあるドーム球場。施設は秋田県と大館市が所有し、一般財団法人大館市文教振興事業団が、県および市の委託を受けて運営管理を行っている。施設命名権（ネーミングライツ）契約により、2017年4月1日から愛称を「ニプロハチ公ドーム」としている（後述）。

## 概要
1997年（平成9年）に秋田県の総合プロジェクトの一環で建設された。工期は1995年（平成7年）7月から1997年（平成9年）6月で、設計施工は伊東豊雄建築設計事務所と竹中工務店が担当した。
米代川流域の60年生以上の秋田杉約25,000本を使用しており、秋田県大館市で集成材に加工されたが、建築初期の材料は秋田県内での集成材加工施設の立ち上げが間に合わず長野県内で加工された。
大館樹海ドームは長径の差し渡しが178メートルで世界最長とされる。高さや面積で東大寺大仏殿を上回り、国内最大の木造建築であるとされることもある。下部構造は鉄筋コンクリートである。
硬式野球、軟式野球、ソフトボールのほか、サッカー、テニスなど各種スポーツをはじめ、コンサートなどイベントの開催にも対応可能である。
硬式野球としてこれまで日米大学野球選手権やイースタン・リーグ戦などが開催されたことがある。かつてはプロ野球マスターズリーグ・札幌アンビシャスのホームゲームが毎年12月中旬に1試合開催された。
コンサートを行ったおもな歌手・タレントに、B'z、TRF、KinKi Kids、SMAP、モーニング娘。などがいる。また、EXILEや三代目J Soul Brothers,ドリームズカムツルーが全国ドームコンサートのリハーサルに使用したこともある。
サッカーチームブラウブリッツ秋田の冬季キャンプ施設として使用されていた。

## 命名権
2017年4月1日から市内に工場を持つ医療機器メーカーのニプロと命名権契約を締結し、大館生まれの忠犬ハチ公の名も交えた「ニプロハチ公ドーム」の名称となる。当初の使用期限は2020年3月31日までの3年間とされていたが、後に更新されて2023年3月31日まで3年間延長され（計6年間）、さらに再度更新されて2026年3月31日まで3年間延長された（計9年間）。

## 歴史
- 1991年（平成3年）11月 - 周辺の大館市、北秋田郡比内町・田代町（すべて現・大館市）が大館広域圏屋根付多目的グラウンド建設誘致促進期成同盟会を設立。
- 1993年（平成5年）
  - 3月 - 2月県議会で建設地を大館市に決定。
  - 4月 - 鹿角郡小坂町が同盟会へ加入する。
  - 5月 - 同盟会が大館広域圏屋根付多目的グラウンド建設検討委員会を設置する。
  - 6月 - 秋田県が基本構想検討委員会を設置する。
- 1995年（平成7年）7月 - 工事開始。
- 1996年（平成8年）11月 - 上棟式、挙行する。
- 1997年（平成9年）
  - 7月1日 - 大館樹海ドームパークの管理運営を大館市から一般財団法人大館市文教振興事業団が受託する。
  - 7月11日 - 竣工式、挙行する。
  - 8月1日 - 一般供用開始。
- 2008年（平成20年）4月1日 - 大館市教育委員会総務課から財団法人大館市文教振興事業団事務局所管を事業団に移管する。
- 2009年（平成21年）1月 - 秋田県が大館市へ大館樹海ドームの譲渡を打診。
- 2017年（平成29年）4月1日 - 「ニプロハチ公ドーム」の名称となる。
- 2021年（令和3年）6月12日 - コロナワクチンの大規模接種会場となる。
- 2022年（令和4年）12月12日 - 秋田県の「未来に伝えたい秋田のインフラ50選」に大館樹海ドーム（建築物）が選出される[10]。

## 各賞受賞歴
- 1998年（平成10年）
  - 3月17日 - 社団法人日本鋼構造協会東北地区連絡会の「優秀作品」を受賞。
  - 3月26日 - 設計者の伊東豊雄が1997年度芸術選奨文部大臣賞（美術部門）を受賞。
  - 5月22日 - 事業団が社団法人照明学会の「平成9年度照明普及賞」受賞。
  - 6月3日 - 優れた構造が高く評価され、第8回松井源吾賞受賞。
  - 6月30日 - 大館樹海ドームの卓越した建設技術が評価され社団法人全日本建設技術協会から「全建賞」を受賞。
  - 10月30日 - 財団法人日本産業デザイン振興会より、グッドデザイン賞（Gマーク）施設部門受賞。
- 1999年（平成11年）
  - 6月7日 - 設計者の伊東豊雄が優れた設計を認められ日本芸術院賞受賞。
  - 11月18日 - 第40回社団法人建築業協会賞（BCS賞）を受賞。

## 施設概要
- 所在地:秋田県大館市上代野字稲荷台1-1

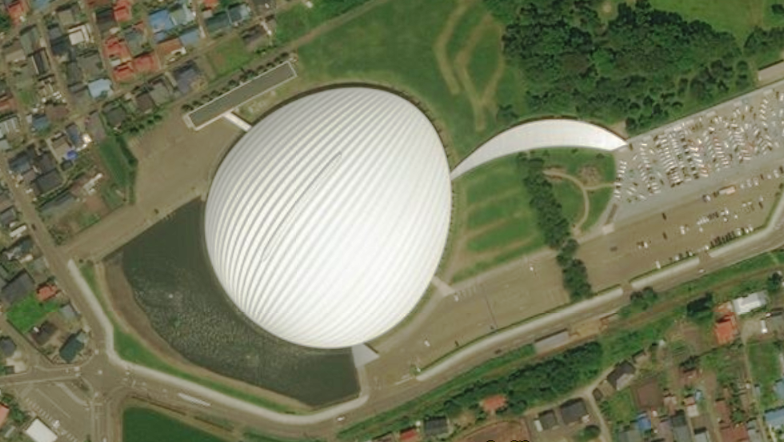
衛星図

- 管理・運営:一般財団法人大館市文教振興事業団
- 敷地面積:130,940平方メートル
- アリーナ面積:12,915.36平方メートル
- 高さ:52メートル[2]（有効:46.2メートル）
- 屋根:スギ大断面集成材アーチトラス構造[2]（樹齢60年以上、直径20センチメートル以上の秋田杉を約25,000本使用）
- 下部構造：鉄筋コンクリート
- 延床面積:24,672平方メートル
- 外形寸法:卵型178メートル×157メートル
- 収容人員:15,000人（アリーナ）
- 駐車場:最大1,060台

### スポーツ施設
収容人員:5,040人。
野球
- 両翼:90m
- 中堅:120m
- 内外野:人工芝
- スコアボード:LED式フリーボード

サッカー
- 64×100メートルまたは64×90メートル1面
- スコアボードにサッカー用タイマーあり

フットサル
- コート6面

陸上競技
- 周回300メートルまたは200メートルトラック

## 交通
- 東日本旅客鉄道（JR東日本） 奥羽本線・花輪線 大館駅から路線バス（秋北バス）
  - 獅子ヶ森環状線で「樹海ドーム前」停留所下車
  - 小坂行で「樹海ドーム入口」停留所下車
- JR大館駅からタクシー約5分